# Holden Commodore
O Holden Commodore é um automóvel sedã fabricado desde 1978 pela Holden do grupo General Motors na Austrália, e, anteriormente, na Nova Zelândia.
Inicialmente introduzido somente na versão sedã, em 1979 a Holden incluiu a versão Station Wagon. A partir de 1984, Holden começou a marcar como modelo principal o Commodore, Holden Calais, o Holden Berlina e Holden Ute entre 1988 e 2000. A rivalidade chegou principalmente no Ford Falcon, também construído localmente. Depois, a concorrência também chegou na Toyota e Mitsubishi, com seus carros de porte médio. Entre 1989 e 1997, a Toyota criou o Toyota Lexcen baseado na versão da segunda geração do Commodore. Com a introdução de três gerações, em 1997, Holden ampliou os planos exportando o Commodore. Desde a década de 1990, o modelo Commodore foi enviado ao exterior como Chevrolet Lumina, Chevrolet Omega e como Vauxhall VXR8. As outras versões também foram exportadas em meados dos anos 1990 para o Sudeste Asiático como o Opel Calais, e à América do Norte entre 2007 e 2009, como Pontiac G8.

## Galeria
- Primeira geração (1978-1988)
- Segunda geração (1988-1997)
- Terceira geração (1997-2007)
- Quarta geração (2006-2017)
- Quinta geração (2018-2020)